# 北海道道36号余市赤井川線
北海道道36号余市赤井川線（ほっかいどうどう36ごう よいちあかいがわせん）は、北海道余市郡余市町と赤井川村を結ぶ道道（主要地方道）である。

## 概要

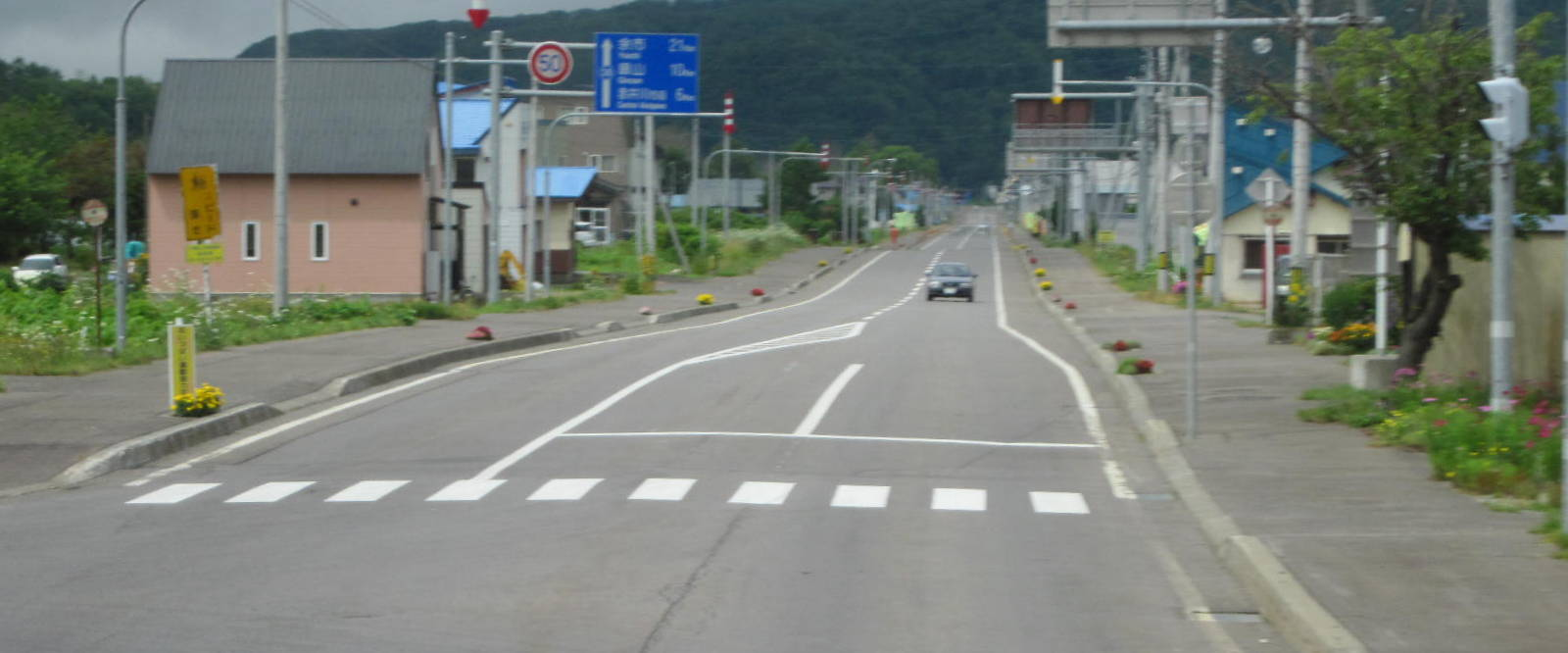
終点の様子

標高340メートルの冷水峠を越えて、3つの町村を結ぶ。

### 路線データ
- 起点：北海道余市郡余市町黒川町（国道5号交点）
- 終点：北海道余市郡赤井川村字都（国道393号交点）
- 総延長：17.862 km[1]
- 実延長：17.839 km[1]
- 重用延長：0.023 km[1]

### 道路管理者
- 後志総合振興局 小樽建設管理部 余市出張所
- 後志総合振興局 小樽建設管理部 事業課

## 歴史
- 1954年（昭和29年）3月30日 - 110号赤井川余市線として路線認定[2]。
- 1993年（平成5年）5月11日 - 建設省から、道道赤井川余市線が余市赤井川線として主要地方道に指定される[3]。
- 1994年（平成6年）
  - 4月1日 - 路線名を余市赤井川線に変更[4]。
  - 10月1日 - 路線番号を36号に変更[5]。

## 路線状況

### 重複区間
- 北海道道1022号仁木赤井川線（赤井川村字都 - 赤井川村字都〈終点〉）

### 道路施設

#### 主なトンネル
- 冷水トンネル（1281 m、仁木町東町緑ケ丘 - 赤井川村字日ノ出）

#### 道の駅
- 道の駅あかいがわ（終点付近）

## 地理

### 通過する自治体
- 後志総合振興局
  - 余市郡余市町
  - 余市郡仁木町
  - 余市郡赤井川村

### 交差する道路
余市町
- 国道5号 - 黒川町（起点）
- 北海道道753号登余市停車場線 - 登町

赤井川村
- 北海道道1022号仁木赤井川線 - 字都（終点、重複）
- 国道393号 - 字都（終点）

### 沿線にある施設など
赤井川村
- 赤井川村役場
- 赤井川郵便局
- 赤井川診療所
- 都郵便局
- 赤井川村立都小学校

### 主な峠
- 冷水峠